# Pyrausta pistorialis
Pyrausta pistorialis là một loài bướm đêm trong họ Crambidae.